# 东巴纸
东巴纸的原料取自构树皮，即楮树。《中国造纸技术史稿》曰："北京图书馆、中国历史博物馆等均藏有纳西族在明、清明所造的纸写本。这种纸厚重而坚韧，无帘纹，原料是树皮纤维……经哑光后，可以双面书写。" 
这种造纸法为东巴家传，目前只在丽江县大具乡、中甸县三坝纳西族村落中部分东巴及其后代中流传。